# دوليرا
دوليرا هي قرية تقع في منطقة أحمد أباد بولاية غوجارات،الهند.